# Closterium subangulatum
Closterium subangulatum  là một loài Song tinh tảo trong họ Desmidiaceae, thuộc chi Closterium.